# Sitt-al-Mulk
Sitt-al-Mulk (àrab: ست الملك, Sitt al-Mulk) (Mansuriyya, prop del Caire, tardor de 970 - el Caire, 5 de febrer de 1023) fou una princesa fatimita, filla del cinquè sultà Abu-Mansur Nizar ibn al-Muïzz al-Aziz bi-L·lah i germanastra d'Abu-Alí Mansur ibn al-Aziz al-Hàkim bi-amr-Al·lah. La seva mare era una umm wàlad desconeguda a la que les fonts anomenen Sayyida al-Aziziyya, que va morir el novembre del 995. Una filla esclava de la mare difunta, Takarrub, va passar a ser propietat de Sitt al-Mulk i va esdevenir la seva confident. Per raons d'estat Sitt al-Mulk no fou mai autoritzada a casar-se.
A la mort sobtada del seu pare a Bilbays el 13 d'octubre del 996, Sitt al-Mulk tenia vint-i-sis anys; assabentada de la notícia va marxar amb el cadi Muhammad ibn al-Numan i el porta para-sol Raydan (o Zaydan) i alguns altres cortesans, i la guàrdia del sultà, cap al Caire, i va ocupar la ciutat amb la idea de posar al tron a un cosí, fill d'Abdallah ibn al-Muïzz i net d'Abu-Tamim Muadh ibn al-Mansur al-Muïzz li-din-Al·lah (sultà 952–975); però l'eunuc Bardjawan, tutor del fill d'al-Aziz, el jove al-Hakim (d'onze anys i germanastre de Sitt all-Mulk), li va impedir entrar al palau i amb el control de les tropes la va fer arrestar, posant al seu pupil al tron. Bardjawan però fou assassinat l'any 1000 per Raydan o Zaydan i Sitt al-Mulk, alliberada, va exercir alguna influència sobre el seu germanastre que li va concedir diverses iktes (feus). Al-Hakim va designar (1013) com a hereu el seu cosí Abd al-Rahim ibn Ilyas i des de llavors Sitt al-Mulk va exercir un renovat control a la cort allunyant a al-Hakim del poder i posant sota la seva protecció a palau a la umm wàlad del seu germanastre, anomenada Rukayn, i al fill d'aquesta (el futur califa Abu-l-Hàssan Alí ibn al-Hàkim adh-Dhàhir li-izaz-din-Al·lah) que fou educat a casa seva. El 1014 al-Hakim va fer matar el seu kadi l-kudat Malik ibn Saïd acusat de col·laborar amb la princesa.
Al-Hakim va morir el 1021 a mans d'Ibn Dawwas, un cap berber kutama, i un cronista (Halil al-Sabi) acusa la princesa de la mort, però aquest historiador era hostil als fatimites i els seus judicis no poden ser agafats sense crítica. Altres historiadors contemporanis no ho diuen ni tan sols ho deixen entreveure. Llavors va assolir la regència i va treballar per assegurar el tron al seu protegit al-Zahir (Adh-Dàhir); Ibn Dawwas fou executat i l'hereu designat, Abd al-Rahim ibn Ilyas, que era governador de Damasc, fou eliminat. A les fonts és anomenada com al-Sayyida al-amma (la princesa tia). Va abolir els ikaat i altres donacions generoses d'al-Hakim als darrers anys i va restablir algunes taxes il·legals (mukus) que el difunt havia suprimit.
Va morir de disenteria als 52 anys, el 5 de febrer de 1023.